# 에이드리언 킹

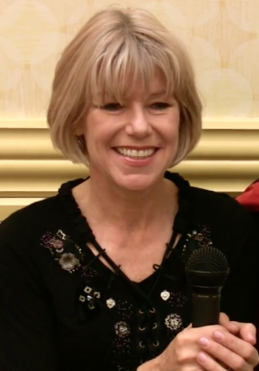

에이드리엔 킹(Adrienne King, 영어 발음: /ˈeɪdriˌɛn/, 1960년 7월 21일 ~ )은 미국의 배우, 무용가, 성우, 화가이다.
뉴욕주 오이스터베이에서 태어났다.

## 출연 작품

### 영화
- 토요일 밤의 열기 (1977)
- 헤어 (1979)
- 13일의 금요일 (1980) - 앨리스 하디 역
  - 13일의 금요일 2 (1981)
  - 13일의 금요일 4 (1984)
  - 제이슨이었던 이름의 남자: 13일의 금요일 30년 (2009, His Name Was Jason: 30 Years of Friday the 13th) - 본인 (텔레비전 다큐멘터리 영화)
- 고스트버스터즈 (1984) - 스턴트 배우 (크레디트 미기재)
- 더 페이스 (1993) - 목소리(voice looping)
- 위험한 아이 (1993) - 목소리
- 길버트 그레이프 (1993)
- 필라델피아 (1993) - 목소리 (크레디트 미기재)
- 펠리칸 브리프 (1993) - 목소리 (크레디트 미기재)
- 울프 (1994) - 목소리
- 당신이 잠든 사이에 (1995) - 목소리 (크레디트 미기재)
- 제리 맥과이어 (1996) - 목소리 (크레디트 미기재)
- 타이타닉 (1997) - 목소리 (크레디트 미기재)
- 마우스 헌트 (1997) - 목소리
- 올모스트 페이머스 (2000) - 목소리 (크레디트 미기재)
- Psychic Experiment (2010)
- 디스 이즈 디 엔드 (2013) - 목소리 (크레디트 미기재)

### 텔레비전
- 멜로즈 플레이스 (1992-99) - 목소리(voice looping)
- 13일의 금요일 - 메이킹 (2003, Return to Crystal Lake: Making 'Friday the 13th' ) - 본인